# Хасан II ібн Хасан
Хасан II Ала Закріхі'с-Салам (перс. حسن على ذكره السلام; нар. 1126 — 9 січня 1166) — 1-й правлячий імам Аламутської (Нізаритської) держави у 1162—1166 роках. Його почесний титул Ала Закріхі'с-Салам перекладається як «при згадці його мир».

## Життєпис
Походив з Нізаритів, гілки Фатимідів. Син прихованого імама Хасана I Аль-Кахіра, номінального очільника Аламутської держави. Але згідно Джувейні був сином худжата Мухаммада ібн Бугург-Уміда. Проте Джувейні був лютим ворогом нізаритів, часто фальсифікуючи їх історію.
Народився 1126 року в замку Аламут. 1162 року за підтримки молодих членів громади після смерті худжата Мухаммад перебрав владу, завершивши цим період прихованого імамату (ґайби). Невдовзі призначив Рашида ад-Діна Сінана очільником сирійської громади нізаритів.
У 1164 році Хасан II підчас урочистої церемонії на території замку Аламут проголосив кіямат, тобто скасування законів шаріату та таких ритуалів, такі як салах (намаз), піст у Рамадан, хадж до Мекки та обличчям до Мекки в молитві. В езотеричних інтерпретаціях ісмаїлітського ісламу «кіяма» є початком ери духовного відродження, коли духовні виміри ісламу практикуватимуться відкрито, духовні істини стануть широко відомими, а певні ритуальні аспекти ісламу будуть скасовані. Перші ісмаїлітські тексти описували очікуваний прихід «ери Кіяма» здобуттям ісмаїлітським імамом влади. Тому Хасан II з огляду на завершення прихованого імамату оголосив про початок цієї ери.
У 1166 році його поранив ножем в замку Ламбсар зять Хасан Намвар (з династії Буїдів). Втім владу зміг перебрати син загиблого Нур ад-Дін Мухаммад.